# Le Chevain
Le Chevain ist eine Commune déléguée in der französischen Gemeinde Saint-Paterne - Le Chevain mit 563 Einwohnern (Stand: 1. Januar 2022) im Département Sarthe in der Region Pays de la Loire. Die Einwohner werden Saint-Paternais genannt.
Die Gemeinde Le Chevain wurde am 1. Januar 2017 mit Saint-Paterne zur neuen Gemeinde Saint Paterne - Le Chevain zusammengeschlossen. Sie gehörte zum Arrondissement Mamers und zum Kanton Mamers (bis 2015: Kanton Saint-Paterne).

## Geographie
Le Chevain liegt etwa 48 Kilometer nördlich von Le Mans und etwa zwei Kilometer östlich des Stadtzentrums von Alençon an der Sarthe an der Grenze zum Département Orne.
Durch die Commune déléguée führt die Autoroute A28.

## Bevölkerungsentwicklung
| 1962                       | 1968 | 1975 | 1982 | 1990 | 1999 | 2006 | 2013 |
| -------------------------- | ---- | ---- | ---- | ---- | ---- | ---- | ---- |
| 246                        | 265  | 230  | 589  | 663  | 681  | 661  | 606  |
| Quellen: Cassini und INSEE |      |      |      |      |      |      |      |

## Sehenswürdigkeiten

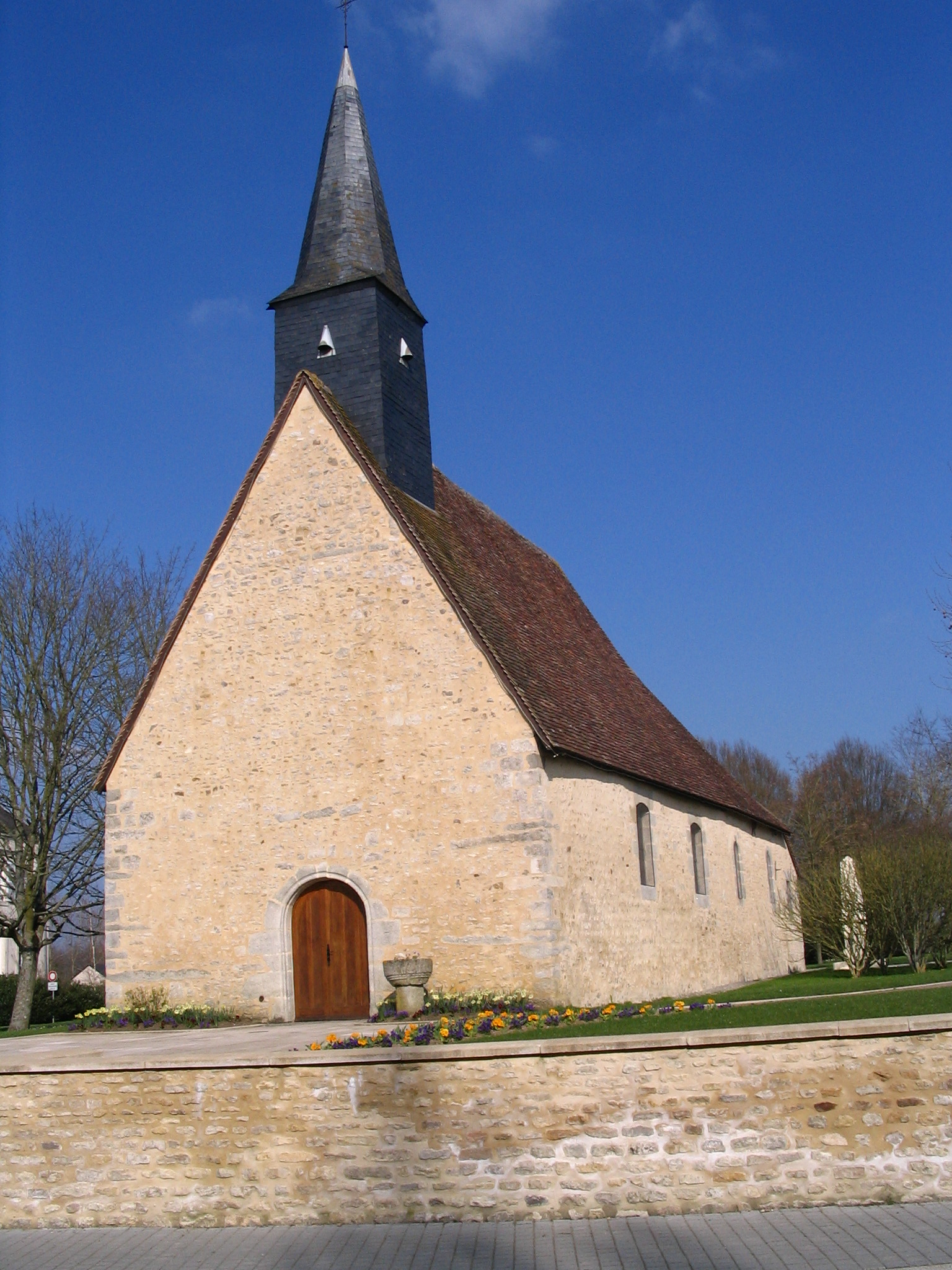
Kirche Saint-Denis
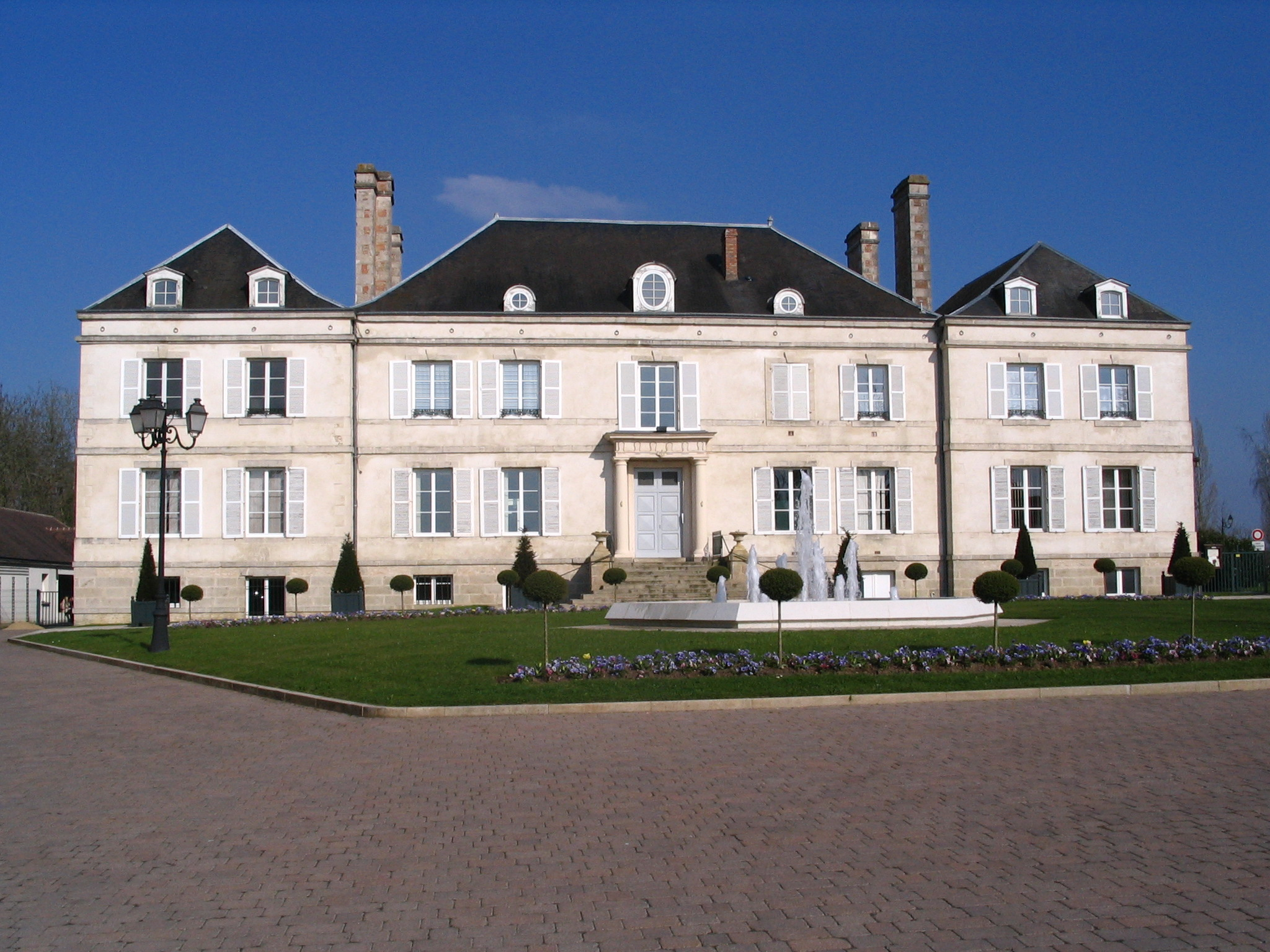
Schloss Le Chevain

- Kirche Saint-Denis
- Schloss Le Chevain

## Partnerschaft
Mit der britischen Gemeinde Uffington in Oxfordshire (England) besteht seit 1991 eine Partnerschaft.